# Javier Muñoz (attore)
Javier Muñoz (Brooklyn, 27 novembre 1975) è un attore e cantante statunitense, attivo soprattutto in campo teatrale.

## Biografia
Figlio di immigrati portoricani, Muñoz è cresciuto a Brooklyn e ha studiato alla Edward R. Murrow High School e alla New York University. Nel 2005 ha lavorato al primo workshop del musical di Lin-Manuel Miranda di In the Heights e resta nel cast nelle produzioni dell'Off-Broadway (2008) e Broadway (2009). Fa parte dell'ensemble ed è il primo sostituto per il ruolo principale (interpretato dallo stesso Miranda), finché non sostituisce definitivamente Miranda a partire dal 16 febbraio 2009.
Nel 2015 si unisce al cast della produzione dell'Off-Broadway di Hamilton, in cui ancora una volta è il primo sostituto di Lin-Manuel Miranda nel ruolo principale; riprende il ruolo di sostituto anche a Broadway e dal luglio 2016 rimpiazza definitivamente Miranda nel ruolo di Alexander Hamilton.

### Vita privata
Muñoz è apertamente gay e nel 2002 gli è stato diagnosticato l'HIV.

## Filmografia

### Televisione
- Odd Mom Out - serie TV, 1 episodio (2016)
- Quantico - serie TV, 1 episodio (2017)
- Blindspot - serie TV, 1 episodio (2017)
- Full Frontal with Samantha Bee (2017)
- Shadowhunters - serie TV (2018-2019)

## Doppiatori italiani
Nelle versioni in italiano delle opere in cui ha recitato, Javier Muñoz è stato doppiato da:
- Francesco Bulckaen in Shadowhunters
- Andrea Moretti in Quantico
- Carlo Scipioni in Blindspot